# Università statale dello Utah
L'Università statale dello Utah (inglese: Utah State University) è un'università pubblica dello Stato dello Utah, con sede nella città Logan, Stati Uniti d'America, fondata nel 1888.

## Storia
Fondata nel 1888 come college di concessione di terra dello Utah ai sensi dell'Act del 1862, lo statuto originale dell'USU era incentrato su scienza, ingegneria, agricoltura, arti domestiche, scienze militari, tecnologia e arti meccaniche. Entro il 1947, il programma di scienze militari dell'USU aveva ottenuto un così grande successo e una tale notorietà che l'USU divenne nota come la "West Point del West", in quanto commissionava più ufficiali nell'esercito rispetto a qualsiasi altra scuola della nazione, ad eccezione dell'Accademia Militare degli Stati Uniti a West Point. Nel 1957, l'USU ricevette l'attuale denominazione. Oggi, l'USU ha nove college, con un decimo college (il College of Veterinary Medicine) annunciato nel 2022, e offre 283 lauree come segue: 159 lauree triennali, 83 lauree magistrali, e 41 lauree di dottorato.
Includendo il campus principale a Logan, l'USU possiede e gestisce anche altri 11 campus residenziali e di ricerca; 23 centri educativi; 30 sedi negli uffici delle contee; 5 centri aggiuntivi per l'innovazione, la ricerca e lo sviluppo aziendale; 14 centri di ricerca agricola e fattorie sperimentali; diverse altre entità di ricerca difensive e di appaltatori governativi a totale proprietà (tra cui, ma non solo, il Center for Growth and Opportunity ("CGO"), il Center for Anticipatory Intelligence ("CAI"), e il Space Dynamics Laboratory ("SDL") - quest'ultimo è il Missile Defense Agency's University Affiliated Research Center (UARC)); e Utah State University Eastern - un college regionale completamente di proprietà ma separato, situato a Price (Utah) e Blanding (Utah). Ulteriori parchi di ricerca e centri di sviluppo aziendale di proprietà dell'USU includono, ma non sono limitati a, lo Swaner Preserve EcoCenter (a Park City), l'Ogden Botanical Center (a Ogden), l'USU Botanical Center
(a Kaysville) e il Bastian Agricultural and Equestrian Center (a Salt Lake City).
I campus dell'USU si trovano a Logan (campus principale), Brigham City, Moab, Tooele, Vernal, Roosevelt, Park City, Ogden, Kaysville, Tremonton e Salt Lake City. Insieme ai 23 centri educativi dell'USU, ai 30 uffici delle contee e all'Utah State University Eastern (a Price e Blanding), questi campus formano il Sistema di Campus su tutto il territorio dello Utah State University.
Le squadre sportive dell'USU competono nella Division I della NCAA e sono collettivamente conosciute come gli Utah State Aggies. Fanno parte della Mountain West Conference.
L'USU è associata a sette Rhodes Scholars, un vincitore del Premio Nobel, un membro del Programma MacArthur Fellows, quattro destinatari della Harry S. Truman Scholarship, e trentaquattro destinatari della Barry M. Goldwater Scholarship. La Utah State University ha nove college — un decimo college, il College of Veterinary Medicine, è stato approvato dal legislatore dello Stato dello Utah nella primavera del 2022 e sarà il primo college di veterinaria quadriennale operante nello Utah.